# St.-Georgen-Kapelle (Grimma)

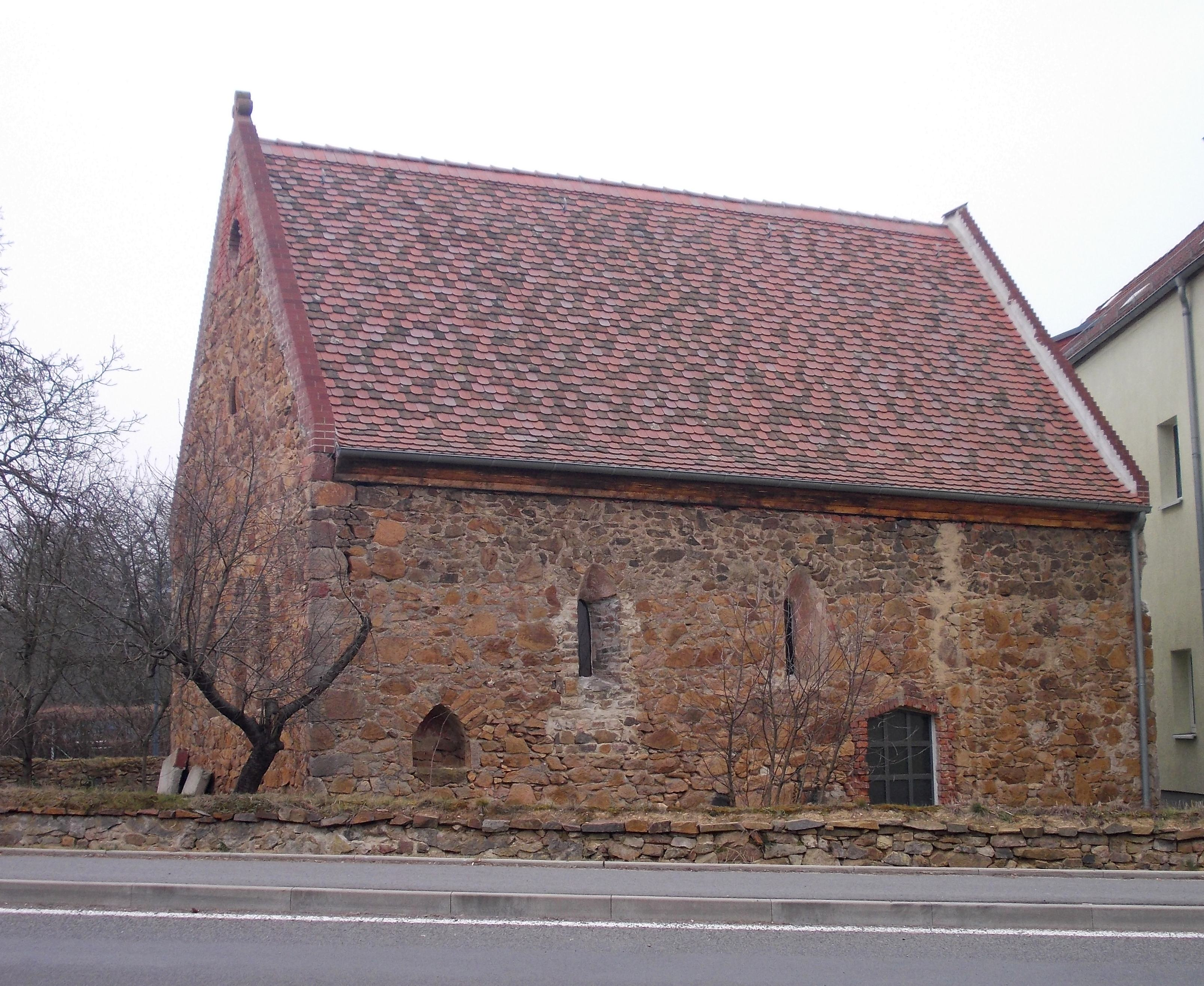
St.-Georgen-Kapelle in Grimma

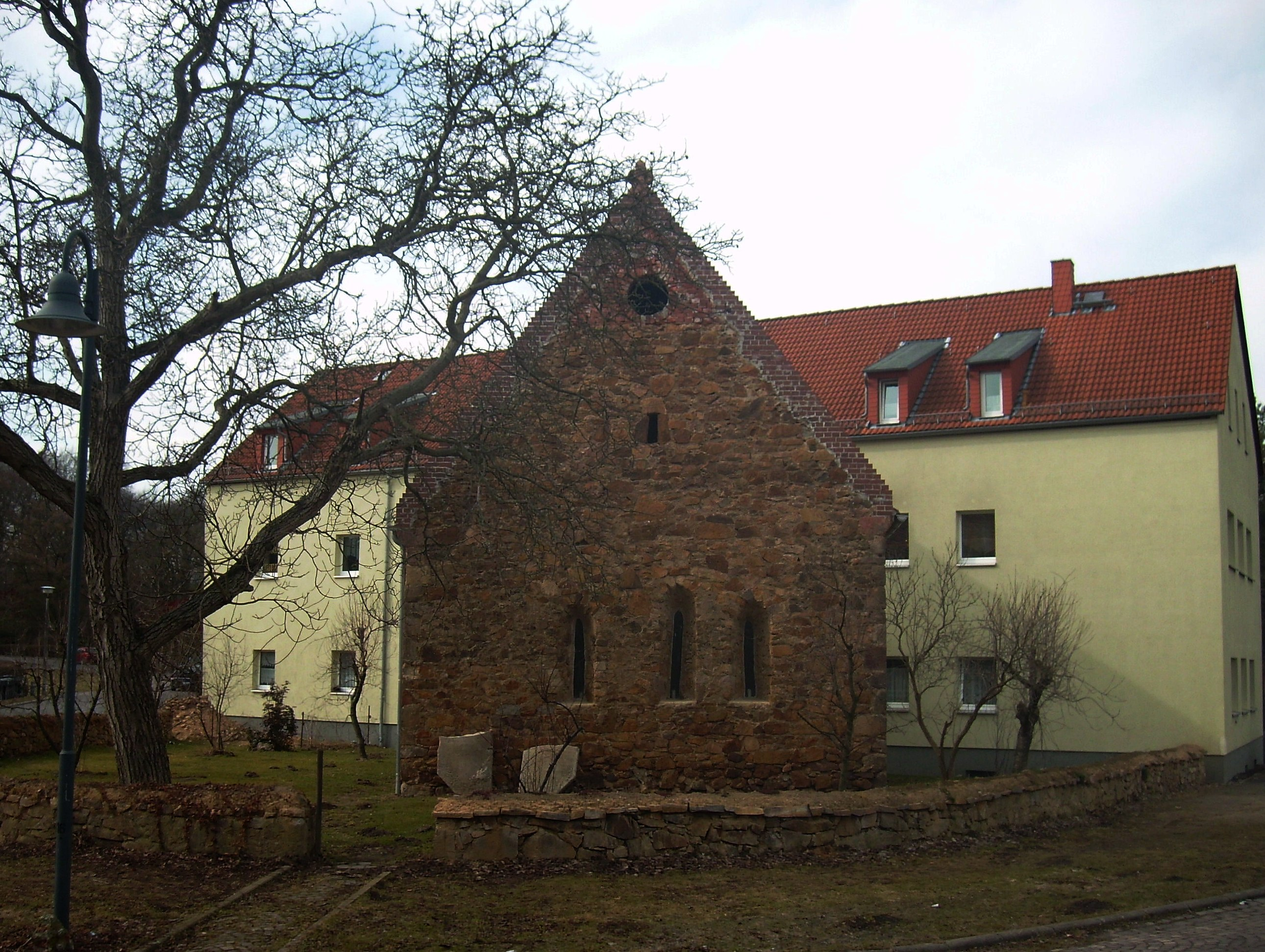
Giebelseite

Die St.-Georgen-Kapelle in Grimma ist eine frühgotische mittelalterliche Kapelle an der Via Regia. Der turmlose Saalbau aus Bruchstein befindet sich an der Leisniger Straße 54 im Grimmaer Stadtteil Neuneunitz.

## Geschichte
Die St.-Georgen-Kapelle gehörte zu dem um 1240 gegründeten Georgenhospital oder einem Vorwerk. Die Kapelle selbst wurde später gebaut. Der Schutzheilige war St. Georg. Mit der Reformation ging das Hospital an die Stadt Grimma über.
Für den Erhalt der St.-Georgen-Kapelle setzte sich Renate Sturm-Francke (1903–1979) ein und rettete sie vor Verfall und Zerstörung. Als Hommage an sie stellte der Fotograf Gerhard Weber 2021 in der Kapelle eine Sammlung von Fotos von Renate Sturm-Francke aus.

## Nutzung
Die Kapelle wird einerseits noch für Gottesdienste genutzt. Andererseits wird in ihr die Kleine Galerie mit monatlich wechselnden Ausstellungen betrieben. Im Jahr 2019 wurde die St.-Georgen-Kapelle mit der Auszeichnung Via Regia Begegnungsort des Jahres 2019 im Freistaat Sachsen geehrt.
Davor steht ein kleiner Obelisk, der auf die Via Regia hinweist, die hier vorbeiführte und zugleich an seinen Schauseiten weitere Informationen zur Geschichte des Hospitals und der Kapelle gibt. Die Kapelle steht auf der Liste der Kulturdenkmale in Grimma (Le–Z).